# Petersburg (Kentucky)
Petersburg es un lugar designado por el censo ubicado en el condado de Boone en el estado estadounidense de Kentucky. En el Censo de 2010 tenía una población de 620 habitantes y una densidad poblacional de 34,12 personas por km².

## Geografía
Petersburg se encuentra ubicado en las coordenadas 39°2′39″N 84°50′50″O / 39.04417, -84.84722. Según la Oficina del Censo de los Estados Unidos, Petersburg tiene una superficie total de 18.17 km², de la cual 16.03 km² corresponden a tierra firme y (11.79%) 2.14 km² es agua.

## Demografía
Según el censo de 2010, había 620 personas residiendo en Petersburg. La densidad de población era de 34,12 hab./km². De los 620 habitantes, Petersburg estaba compuesto por el 95% blancos, el 0% eran afroamericanos, el 0.65% eran amerindios, el 0.32% eran asiáticos, el 0% eran isleños del Pacífico, el 0.97% eran de otras razas y el 3.06% pertenecían a dos o más razas. Del total de la población el 1.13% eran hispanos o latinos de cualquier raza.